# 거트루드 B. 엘리언
거트루드 벨 엘리언(Gertrude Belle Elion, 1918년 1월 23일 ~ 1999년 2월 21일)은 미국의 생화학자이자 약학자로, 조지 H. 히칭스, 제임스 블랙 경과 함께 1988년 노벨 생리학·의학상을 받았다. 히칭스와 블랙과 함께뿐만 아니라 홀로도 연구했던 엘리언은 후에 후천면역결핍증후군에 쓰이는 약 AZT의 개발을 이끌어 낼 혁신적인 연구 방법을 이용해 다수의 신약을 개발하였다. 그는 장기 이식에 사용하는 최초의 면역억제제 아자티오프린을 개발하였다.

## 젊은 시절과 교육
엘리언은 1918년 1월 23일 뉴욕에서 태어났다. 아버지 로버트 엘리언은 리투아니아에서 이민 온 치과 의사였으며, 어머니 버사 코헨은 폴란드 이민자였다. 그의 가족은 1929년 월 스트리트의 검은 목요일 사건으로 인해 재산을 잃었다.(p. 64) 15세가 되었을 때 할아버지가 암으로 사망하자, 그는 질병을 치료할 수만 있다면 어떤 것이든 하겠다는 꿈을 갖게 되었다. 그는 1937년 헌터 칼리지를 졸업하고 화학 학사 학위를 받았다. 낮 시간에는 고등 학교 교사로 일하면서 1941년 뉴욕 대학교에서 이학 석사 학위를 받았다. 15건의 연구비 지원 신청이 당시의 성차별로 인해 거절 당하자, 그는 취업을 하기 전 마지막 6주간 비서 양성 학교에 등록하였다.(p. 65)
대학원 연구직을 얻을 수 없었던 그는 A&P 슈퍼마켓에서 식품 품질 책임자로 일하였고,(p. 65) 뉴욕의 식품 연구소에서 피클의 산도와 마요네즈에 들어가는 난황의 색을 시험하였다. 이후 그는 뉴욕 터커호에 위치한 제약사 버로스-웰컴(오늘날 글락소스미스클라인)에서 조지 H. 히칭스의 조수로 들어가 일하기 시작하였다. 히칭스는 시행착오를 거치는 대신, 천연 화합물을 모방하여 신약을 개발하는 새로운 방법을 사용하였다. 그는 암 세포가 성장을 위해 인공 화합물을 받아들이도록 속이면, 정상 세포를 파괴하지 않고 암 세포를 파괴할 수 있을 것이라 여겼다.(p. 65) 엘리언은 퓨린을 연구하기 시작했고, 1950년에 항암제 티오구아닌과 6-MP를 개발하였다.(p. 66)
그는 뉴욕 대학교 탠던 공업 학교의 야간학부에 들어갔으나, 몇 년간의 원거리 통근 후 더 이상 시간제로 박사 학위 이수를 할 수 없다는 통보를 받았고, 직업을 포기하고 정규 수업을 들어야 했다. 엘리언은 박사 학위 이수를 포기하고 자신의 직업을 택하는 인생의 중대한 결정을 내렸다. 그는 정식으로 박사 학위를 받지 못했지만, 이후 1989년 뉴욕 대학교 탠던 공업 학교(당시 뉴욕 폴리테크닉 대학교)에서 명예 박사 학위를 받았고, 1998년 하버드 대학교에서 명예 이학 박사 학위를 받았다.

## 경력과 연구
엘리언은 미국 국립 암 연구소, 미국 암 연구 협회, 세계 보건 기구 등 여러 기관에서도 근무하였다. 1967년부터 1983년까지 버로스 웰컴의 실험 치료 부서 책임자였다.
그는 듀크 대학교의 약학 및 실험 의학 겸임 교수로 1971년부터 1983년까지 재직했으며, 1983년에서 1999년까지 연구 교수로 재직하였다.
엘리언과 히칭스는 시행 착오에 의존하지 않고, 정상적인 인간 세포와 병원체(암세포, 원생동물, 박테리아, 바이러스와 같은 질병 유발 요인) 간의 생화학적 차이를 이용하여 숙주 세포에 해를 끼치지 않으면서 특정 병원체를 죽이거나 번식을 억제하는 약을 설계하였다. 그들이 개발한 약은 백혈병, 말라리아, 장기 이식 거부 반응(아자티오프린), 헤르페스(아시클로비르, 같은 종류에서 최초로 선택된 효과적인 약물) 등 다양한 질병을 치료하는 데 사용된다. 엘린의 초기 연구 대부분은 퓨린을 사용하고 개발한 것에서 비롯되었다.
엘린이 발명한 것들은 다음과 같다.
- 6-메르캅토퓨린 (퓨리네톨), 최초의 백혈병 치료제이자 장기 이식에 쓰임.[12][15]
- 아자티오프린 (이무란), 최초의 면역억제제, 장기 이식에 쓰임.[12]
- 알로퓨리놀 (자일로프림), 통풍 치료제.[12]
- 피리메타민 (다라프림), 말라리아 치료제.[12]
- 트리메소프림 (프롤로프림, 모노프림, 기타),[12] 뇌수막염, 패혈증, 비뇨기 및 호흡기의 세균 감염 치료제.
- 아시클로비르 (조비락스), 바이러스 헤르페스 치료제.[12]
- 넬라라바인, 암 치료제.[16]

1967년 그는 회사의 실험 치료 부서의 책임자를 맡았고, 1983년 공식적으로 은퇴하였다. 그는 은퇴 후에도 연구소에서 거의 대부분의 시간을 보내며 에이즈 치료에 사용되는 최초의 약물, 아지도티미딘(AZT)의 개조를 감독하였다.

## 수상과 영예
1988년 엘리언은 히칭스, 제임스 블랙 경과 함께 "약물 치료의 중요한 원칙의 발견"으로 노벨 생리학·의학상을 수상하였다. 그는 1990년 미국 국립 과학 아카데미와 1991년 미국 의학 협회 회원, 1991년 미국 예술 과학 아카데미 연구원으로 선출되었다. 이외에도 미국 국가 과학 훈장(1991년), 레멜슨-MIT 평생 공로상(1997년), 가반-올린 훈장(1968년) 등을 받았다. 1991년에는 국립 발명가 명예의 전당에 입성한 최초의 여성이 되었다. 1992년에는 공학 및 과학 명예의 전당에 이름을 올렸다. 1995년에는 왕립학회의 외국인 회원으로 선출되었다.

## 사생활
엘리언은 뉴욕 대학교에서 공부하는 동안 레오나드라는 이름의 통계학자를 만났다. 둘은 결혼을 계획하였으나 레오나드가 심장 판막의 세균 감염으로 사망하였고, 이후 엘리언은 누구와도 결혼하지 않았다.(p. 65) 그는 자녀가 없었으며, 사진 촬영, 여행, 음악 감상을 취미로 하였다. 버로스 웰컴이 노스캐롤라이나 리서치 트라이앵글 파크로 자리를 옮긴 뒤, 엘리언은 그곳과 가까운 채플힐로 이주하였다. 거트루드 엘리언은 1999년 노스캐롤라이나에서 81세의 나이로 사망하였다.(p. 76)